# Ana Carolina
Ana Carolina Sousa (Juiz de Fora, 9 settembre 1974) è una cantautrice, polistrumentista e compositrice brasiliana.

## Discografia

### Album in studio
- (1999) Ana Carolina
- (2001) Ana Rita Joana Iracema e Carolina
- (2003) Estampado
- (2006) Dois Quartos
- (2009) N9ve
- (2013) #AC
- (2019) Fogueira em Alto Mar

### Album di compilazione
- (2005) Perfil: Ana Carolina
- (2010) Perfil: Ana Carolina - Vol. 2
- (2012) Mega Hits: Ana Carolina

### Album dal vivo
- (2005) Ana & Jorge (con Seu Jorge)
- (2008) Multishow ao Vivo: Ana Carolina - Dois Quartos
- (2009) Multishow Registro: Ana Car9lina + Um
- (2011) Ensaio de Cores
- (2015) #AC ao Vivo

### Album video
- (2003) Estampado (documentario musicale)
- (2004) Estampado - Um instante que não pára
- (2005) Ana & Jorge (con Seu Jorge)
- (2008) Multishow ao Vivo: Ana Carolina - Dois Quartos
- (2009) Multishow Registro: Ana Car9lina + Um
- (2012) Ensaio de Cores
- (2015) #AC ao Vivo